# Old Rail Trail

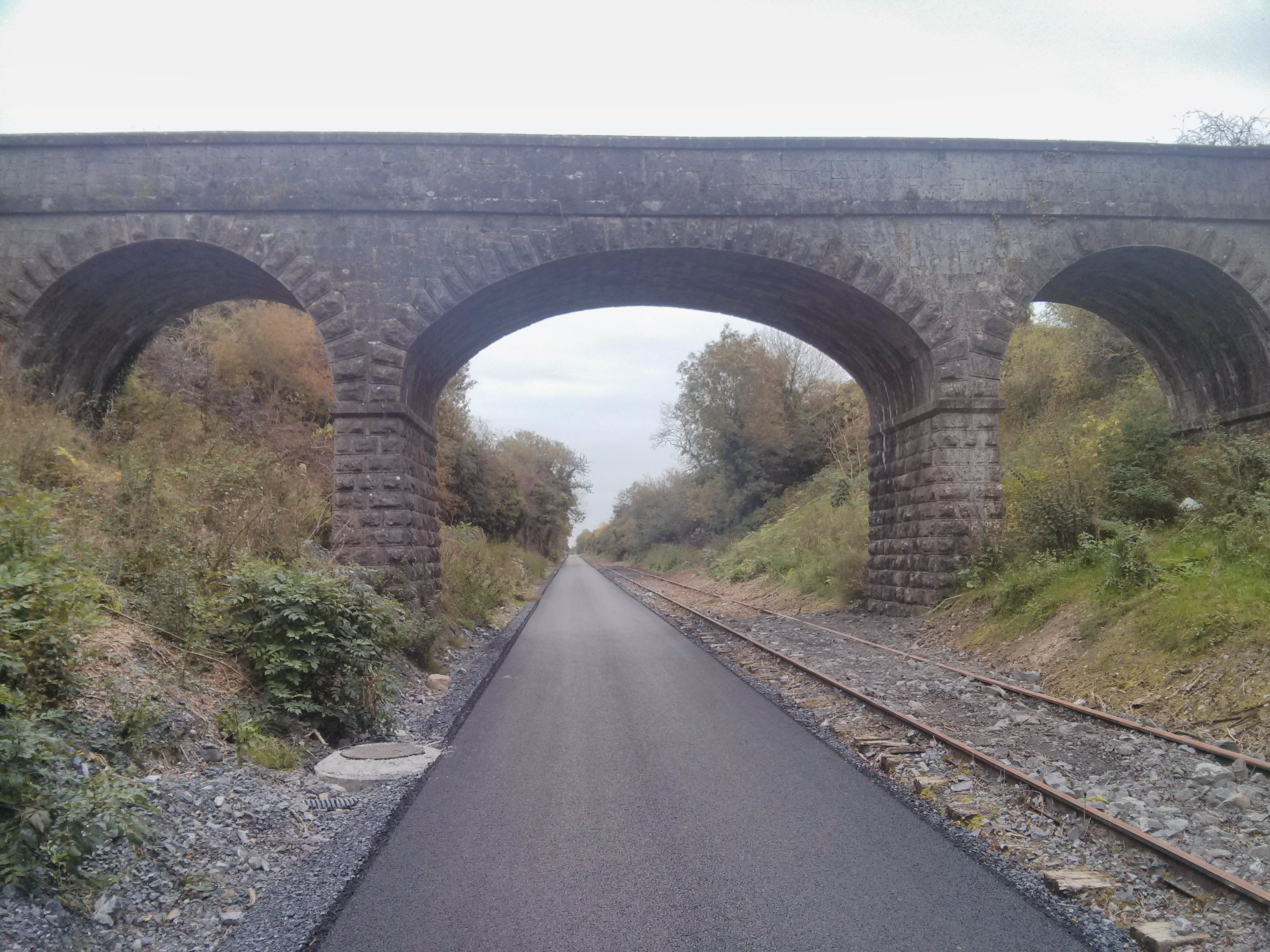
Blick entlang des Radwegs Richtung Osten (2015).

Der Old Rail Trail verläuft im irischen County Westmeath (rot).

Old Rail Trail (auch: The Old Rail Trail, Old Rail Trail Greenway oder Athlone to Mullingar Cycleway) ist ein Radfernweg im irischen County Westmeath.

## Athlone nach Mullingar
Der Old Rail Trail ist rund 40 km lang. Er verläuft in den irischen Midlands von West nach Ost entlang einer stillgelegten Bahnstrecke und verbindet die Stadt Athlone, die an der Südspitze des Lough Ree nahe dem geographischen Mittelpunkt der irischen Insel liegt, über Moate mit dem östlich davon liegenden Mullingar, Hauptstadt des Countys Westmeath (Westmeath ist im Bild rot markiert).

## Galway nach Moskau
Der Old Rail Trail ist Bestandteil des Dublin-Galway Greenway, der von Galway an der irischen Westküste quer durch Irland bis nach Dublin im Osten führt. Damit ist er zugleich Teil des europäischen Radfernweges EuroVelo EV2, der sogenannten Capitals Route (deutsch „Hauptstadt-Route“), die von Dublin weiter nach Osten über London, Den Haag, Berlin, Warschau und Minsk bis nach Moskau verläuft.